# Alenquer kommun, Brasilien
Alenquer är en kommun i Brasilien.   Den ligger i delstaten Pará, i den norra delen av landet, 1 800 km norr om huvudstaden Brasília. Antalet invånare är 52 714. Arean är 22 282 kvadratkilometer.
Terrängen i Alenquer är kuperad.
Följande samhällen finns i Alenquer:
- Alenquer

I omgivningarna runt Alenquer växer i huvudsak städsegrön lövskog. Trakten runt Alenquer är nära nog obefolkad, med mindre än två invånare per kvadratkilometer.